# 愼安之
愼 安之（シン・アンジ、朝鮮語: 신안지、生没年不詳）は、高麗の文臣。高麗文宗代に中国宋の開封から高麗に帰化した愼修の息子。本貫は居昌愼氏。

## 人物
知水州事、兵部尚書、三司使、判閤門事を歴任。中国語に堪能だったことから、中国に送る公文書のほとんどを執筆する。医学にも造詣が深く、温柔な性格で尊敬を受ける。